# 斋田悟司
斋田悟司（日语：／ Saida Satoshi，1972年3月26日—），日本男子轮椅网球运动员。他曾代表日本参加1996年、2000年、2004年、2008年、2012年和2016年夏季残疾人奥林匹克运动会轮椅网球比赛，获得一枚金牌和二枚铜牌。